# Deutschkreutz (zámek)
Zámek Deutschkreutz se nachází v rakouské spolkové zemi Burgenland na východním okraji stejnojmenného městečka, a leží ve výšce cca 178 m n. m. Je vzdálen asi pět kilometrů od silničního přechodu do Maďarska.
Je to nádherný renesanční zámek s rozlehlou čtyřkřídlou budovou s dvoupatrovými arkádami do dvora a s nárožními věžemi. V zámku lze spatřit štukatérské práce, kaple je vyzdobena freskami. Jsou tu k vidění gobeliny a starý nábytek. Současný majitel zámku, profesor Anton Lehmden, v zámku pořádá výstavy obrazů.

## Dějiny
V místě již od roku 1492 stával středověký hrad. Od roku 1535 byl sídlem rodiny Kanizsay. Později se stal sídlem rodiny Nádasdy. Okolo roku 1560 byl hrad Thomasem III. Nádasdy přestavěn na zámek v italském renesančním stylu. První písemná zmínka se však datuje do roku 1597.
Zámek v dnešní podobě byl postaven v roce 1625 Paulem Nádasdy, který postavil v roce 1632 kapli. Franz III. Nádasdy byl za spiknutí proti císaři Leopoldu I. odsouzen k smrti a popraven. Zámek proto propadl císaři, který ho pak prodal v roce 1676 hraběti Paul Esterházymu.
Od roku 1945 až do roku 1955 byl zámek používán jako kasárna sovětskou armádou. Vojsko zámek uvnitř těžce poškodilo a kaple byla kompletně zničena. Po odchodu vojska v roce 1957 připadl zámek do správy městečku Deutschkreutz. Od roku 1966 je zámek v soukromém vlastnictví umělce Antona Lehmdena. Ten postupně zámek obnovoval až do současného stavu.